# Эмба (река)
Э́мба (каз. Жем) — река в Актюбинской и Атырауской областях Казахстана. 
В среднем и нижнем течении Эмбы осуществляется добыча нефти и газа (Северо-Эмбинская нефтегазоносная область, Южно-Эмбинская нефтегазоносная область, Восточно-Эмбинская нефтегазоносная область). Считается, что по реке проходит условная граница между Европой и Азией (есть и другие трактовки).

## География
Длина — 712 км (в половодье), площадь водосборного бассейна — 40 400 км². Истоки на западных склонах Мугоджар, течёт по Подуральскому плато и Прикаспийской низменности. Теряется среди солёных приморских болот (соров), в полноводные годы доходит до Каспийского моря. Питание преимущественно снеговое. Основной сток в апреле — мае, в остальное время года часто пересыхает, разбиваясь на отдельные плёсы. Вода сильно минерализована: в верховье от 150—200 мг/л весной до 800 мг/л летом; в нижнем течении 1500—2000 мг/л весной и 3000—5000 мг/л летом. Главные притоки, течение которых также сезонно: Темир (правый) и Атсаксы (левый). В междуречье Урала и Эмбы находится Урало-Эмбинский артезианский бассейн.
Бассейн Эмбы расположен в области степей и полупустынь. В своей верхней части он представляет рассечённое эрозией меловое плато, в нижней — река протекает в Прикаспийской низменности, имеющей едва заметный уклон к морю. Примерно в 20 км от моря река образует дельту с тремя главными рукавами: Кара-Узяк, Киян и Кулок. Эмба крайне бедна водой. Питание её происходит почти исключительно за счет таяния снега. Весной она многоводна, а летом представляет ряд разобщённых плесовых участков со стоячей водой. Воды Эмбы в весеннее время содержат большое количество наносов. После дождей река несет мутную, грязновато-молочного цвета воду.

## Происхождение названия

Уральская область в 1900 году

В казахском языке Эмба имеет два варианта названия, каз. Ембі и каз. Жем. Первый является официальным, но малоупотребительным, второй — употребляется локально чаще. Ембі происходит от туркменского (огузского, чьи племена кочевали в крае до XVII—XVIII веков) Yem boyı (Ýem boýy) буквально переводится, как долина пропитания или долина здоровья. В казахский это слово попало как с редукцией гласных (y)embi (начальное е произносится как дифтонг ye), так и в виде перевода Jem (Жем) со значением пропитание.
От названия реки происходит название ногайцев-джембойлукцев, кочевавших ранее на берегах реки и под давлением калмыцкого нашествия переселившихся в 1728 году в Прикубанье и Северное Причерноморье.

## Алгемба
В январе 1920 года было начато строительство железной дороги и нефтепровода Алгемба (по первым буквам слов Александров Гай и Эмба), которая должна была соединить станцию Александров Гай (Саратовская область) с Северо-Эмбинской нефтегазоносной областью, расположенной в устье реки Эмбы вблизи посёлка Макат. Работы по сооружению дороги и нефтепровода были прекращены в августе 1921 года, в строй она не вошла. По некоторым данным, на строительстве дороги от голода, жажды и эпидемий погибло большое количество людей.

## Граница между Европой и Азией

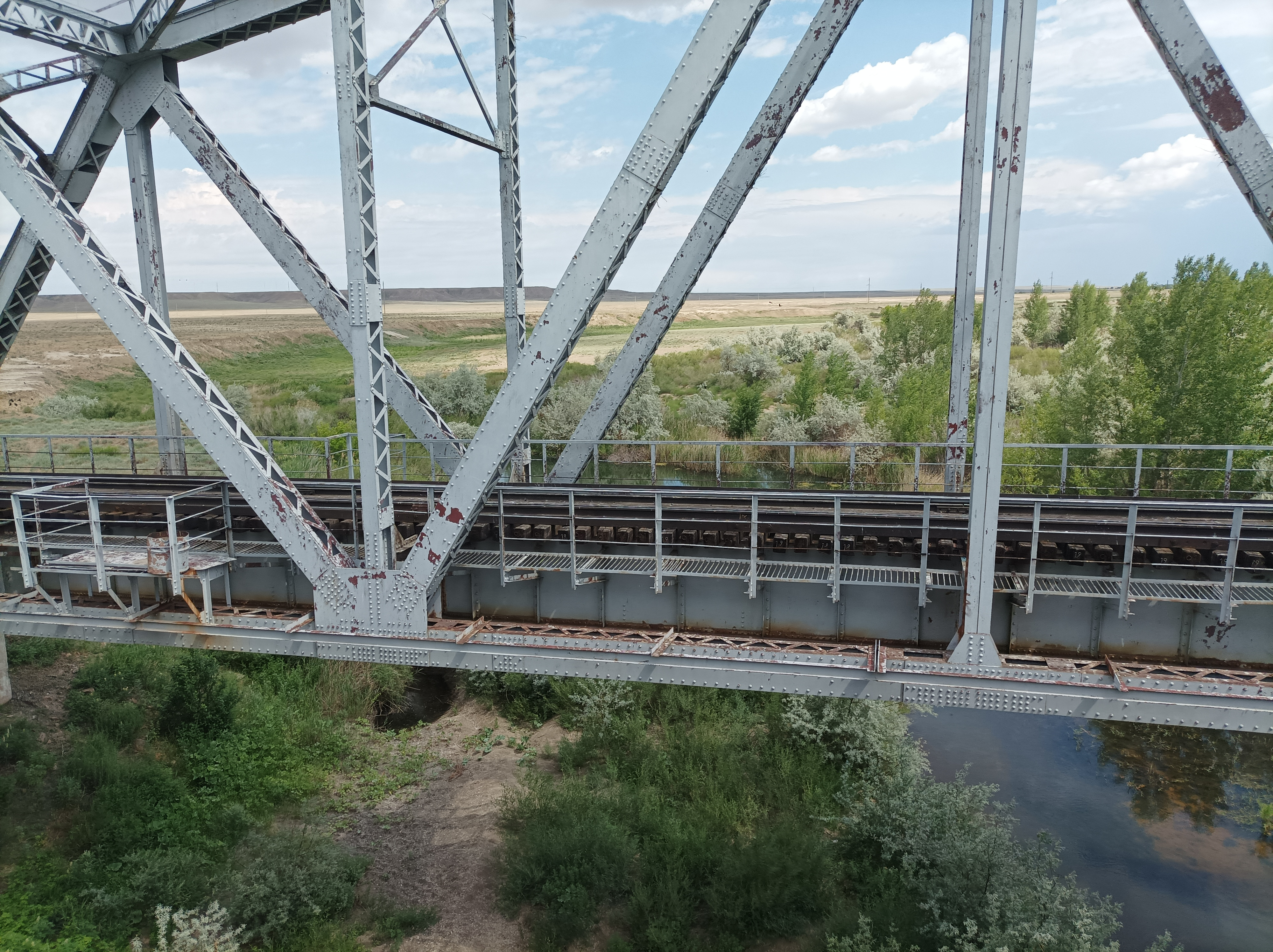
Мост через реку Жем (город Жем, Актюбинская область)

Предварительные результаты проведенной в апреле — мае 2010 года экспедиции Русского географического общества в Казахстане показали, что проведение границы Европы и Азии по реке Урал, равно как и по Эмбе, не имеет достаточных оснований. Южнее Златоуста Уральский хребет теряет свою ось и распадается на несколько частей. Далее горы постепенно сходят на нет, то есть исчезает главный ориентир при проведении границы. Реки Урал и Эмба ничего не делят, так как местность, которую они пересекают, идентична.
Вывод экспедиции таков: южная часть границы проходит от Уральских гор к их продолжению на территории Казахстана к горам Мугоджары (Актюбинская область), затем по краю Прикаспийской низменности, там, где заканчивается Восточно-Европейская равнина. Прикаспийская низменность образовалась миллионы лет назад, когда Каспийское море омывало западные уступы плато Устюрт. Поэтому, вероятнее всего, границей между Европой и Азией следует считать край этого геологического образования.